# Обойна
Обойна (пол. Obojna) — село в Польщі, у гміні Залешани Стальововольського повіту Підкарпатського воєводства.
Населення — 613 осіб (2011).
У 1975-1998 роках село належало до Тарнобжезького воєводства.

## Демографія
Демографічна структура станом на 31 березня 2011 року:
|          | Загалом | Допрацездатний вік | Працездатний вік | Постпрацездатний вік |
| -------- | ------- | ------------------ | ---------------- | -------------------- |
| Чоловіки | 307     | 71                 | 205              | 31                   |
| Жінки    | 306     | 62                 | 183              | 61                   |
| Разом    | 613     | 133                | 388              | 92                   |